# Baltmannsweiler
Baltmannsweiler település Németországban, azon belül Baden-Württembergben. Lakosainak száma 5701 fő (2023. december 31.).

## Népesség
A település népessége az elmúlt években az alábbi módon változott:
| Lakosok száma | 2688 | 3473 | 4505 | 5143 | 5294 | 5390 | 5520 | 5528 | 5644 | 5701 |
|               | 1961 | 1967 | 1974 | 1980 | 1987 | 1993 | 2000 | 2006 | 2013 | 2023 |